# Nguyên Giang (sông Hồng)
Nguyên Giang (tiếng Trung: 元江) là một đoạn thuộc sông Hồng chảy qua lãnh thổ tỉnh Vân Nam, Trung Quốc. Do nước sông về mùa lũ có màu đỏ phù sa nên trước đây còn gọi là "Hồng Hà". Sông Nguyên Giang phân ra làm hai nhánh ở phía đông và phía tây. Nhánh phía đông bắt nguồn từ huyện Tường Vân thuộc Châu tự trị dân tộc Bạch Đại Lý tỉnh Vân Nam. Nhánh phía tây là chủ lưu, xuất phát từ trong dãy núi Hoành Đoạn thuộc huyện Nguy Sơn cùng châu ở chân núi phía đông của Ai Lao Sơn. Hai nhánh này sau đó hợp lưu để tạo ra Lễ Xã Giang, tới huyện tự trị dân tộc Di, Thái, Cáp Nê Nguyên Giang thì gọi là "Nguyên Giang". Nguyên Giang chảy qua các địa khu và châu tự trị như Châu tự trị dân tộc Di Sở Hùng, Ngọc Khê, Châu tự trị dân tộc Cáp Nê, Di Hồng Hà rồi tới huyện tự trị dân tộc Dao Hà Khẩu để chảy vào Việt Nam trong địa phận tỉnh Lào Cai.